# 新大嶼山巴士37H線
新大嶼山巴士路線37H是位於東涌的一條巴士線，由嶼巴營辦，於2015年10月10日開辦，循環來往迎東邨及滿東邨，途經東涌北（文東路）及東涌市中心（港鐵東涌站）。
不同於其他途經北大嶼山醫院的巴士路線，本線直達醫院一樓平台急症室入口，方便往返該醫院求診或探病的東涌居民。

## 歷史
位於東涌西松仁路的北大嶼山醫院於2013年9月24日起分階段啟用，並於翌年9月25日起提供24小時急症室服務。雖然當時東涌北及東涌市中心已有37及38線往返北大嶼山醫院，但需要在松仁路醫院對面之巴士站下車再步行前往，未能直接抵達醫院平台，對來往醫院的病人（特別是行動較不便的人士）及探病人士始終構成不便。
因此，本線於2015-2016年度離島區巴士路線計劃中獲建議開辦，以配合北大嶼山醫院的發展，方便病人及探病人士直達醫院平台。本線於2015年10月10日起投入服務。
2017年1月1日，本線延長至迎東邨。
受新型冠狀病毒肺炎疫情影響，2020年2月12日起，37線暫停服務，本線作出以下改動：
- 改為循環線運作；
- 抵文東路後改經健東路、文東路、恵東路、東涌海濱路、順東路、達東路、順東路、裕東路、松仁路、逸東街、逸東邨巴士總站、逸東街、翠群徑、北大嶼山醫院、翠群徑、松仁路、裕東路、順東路、達東路、順東路、東涌海濱路、恵東路、文東路、健東路後返回原線。
- 新增「健東路」、「東涌新發展碼頭」、「東涌站」、「逸東邨居逸樓」及「逸東邨巴士總站」站，部分班次加停「滿東邨」、「松逸街」、「松滿路」、「逸東邨福逸樓」及「逸東邨雍逸樓」站；
- 取消「東薈城」站。

上述改動於2021年2月7日起改為永久實施，所有班次延長至滿東邨，而不再駛入松逸街及松滿路，往滿東邨方向維持途經北大嶼山醫院平台，往迎東邨方向取消「映灣園一期」站，同時更改服務時間為06:10-00:15。
2021年11月27日起，本線作出以下改動：
- 來回程不再繞經健東路，往迎東邨方向增設文東路「映灣園一期」站；
- 往滿東邨方向於松仁路後，直接前往北大嶼山醫院（主座大樓），並取消位於松仁路「北大嶼山醫院」、逸東街「逸東邨居逸樓」及逸東邨公共交通總站內之中途站；
- 往滿東邨方向繞經裕泰苑，並於屋苑對開一段松仁路及東涌道新增巴士站。

## 服務時間及班次
| 每日迎東邨開 | 每日迎東邨開 | 每日迎東邨開 | 每日迎東邨開 | 每日迎東邨開 | 每日迎東邨開 | 每日迎東邨開 |
| ------------ | ------------ | ------------ | ------------ | ------------ | ------------ | ------------ |
| 06:10        | 06:30        | 06:50        | 07:10        | 07:30        | 07:50        | 08:10        |
| 08:30        | 08:50        | 09:10        | 09:30        | 09:50        | 10:10        | 10:30        |
| 10:50        | 11:10        | 11:30        | 11:50        | 12:10        | 12:30        | 12:50        |
| 13:10        | 13:30        | 13:50        | 14:10        | 14:30        | 14:50        | 15:10        |
| 15:30        | 15:50        | 16:10        | 16:30        | 16:50        | 17:10        | 17:30        |
| 17:50        | 18:10        | 18:30        | 18:50        | 19:10        | 19:30        | 19:50        |
| 20:10        | 20:30        | 21:00        | 21:30        | 22:00        | 22:30        | 23:00        |
| 23:30        | 00:15        |              |              |              |              |              |

## 收費
全程：$3.9
| - 12歲以下小童及65歲或以上長者乘搭本線可獲半價優惠。 - 65歲或以上長者以八達通（包括「樂悠咭」）乘搭本線亦可享有車資折扣，應繳車費如上方所示，或可向車長查詢。 - 持有當日有效「大嶼通」或「大澳通」乘車證之乘客，上車時向車長出示有效乘車證，可乘搭本線。 - 65歲或以上長者使用長者或個人八達通（包括「樂悠咭」）繳付車資，均可享有每程$2.0或長者優惠車費（以較低者為準）的票價優惠；12歲以下合資格殘疾兒童使用「殘疾人士身份」個人八達通繳付車資，均可享有每程$2.0或半價（以較低者為準）的票價優惠；12至64歲合資格殘疾人士使用「殘疾人士身份」個人八達通，以及60至64歲香港居民使用「樂悠咭」繳付車資，均可享有每程$2.0或全費（以較低者為準）的票價優惠。 - 乘客可以現金或八達通於上車時付款，不設找續。 - 每位成人乘客可免費攜帶最多兩名4歲以下而不佔座位的兒童乘客乘車，超額之4歲以下小童必須繳付小童車費乘車。 - 新大嶼山巴士全職員工及家屬（不包括外判職員）可免費乘搭本路線，惟必須出示職員證或家屬證。 - 乘客亦可使用AlipayHK「易乘碼」、支付寶及WeChatHK／微信支付「搭車碼」繳付車資。乘客使用此支付方式，將不能享有與其他嶼巴路線之轉乘優惠、「公共交通費用補貼計劃」及「長者及合資格殘疾人士公共交通票價優惠計劃」；而使用WeChatHK／微信支付「搭車碼」亦不能享有小童／長者半價優惠。 |

### 八達通轉乘優惠
- 巴士：由本路線於上車後2.5小時內轉乘E11、E11A、E21、E22、E22A、E23、E23A、E32、E33、E33P、E36、E36P、E36S、E37、E41或E42路線往市區／新界方向，或於2.5小時半內由上述路線往機場方向轉乘本路線，次程可獲$1優惠。
- 本路線與港鐵東涌綫之間不設八達通轉乘優惠。

## 用車
本線主要派出猛獅NL273及青年JNP6122G單層巴士行走，間中使用猛獅LE 19.320（MN92-95）。
現時嶼巴在本線的乳豬紙上指本線只於個別班次採用低地台巴士行駛，但實際上本線全日所有班次皆採用低地台巴士行駛。

## 行車路線
- 迎東邨開經：迎東路、文東路、惠東路、東涌海濱路、順東路、達東路、東涌站巴士總站、達東路、順東路、裕東路、松仁路、翠群徑、北大嶼山醫院、翠群徑、松仁路、東涌道、松仁路、裕東路（西行）、裕東路（東行）、松仁路、逸東街、逸東邨公共交通總站、逸東街、松仁路、裕東路、順東路、達東路、東涌站巴士總站、達東路、順東路、東涌海濱路、惠東路、文東路及迎東路。

### 沿線車站

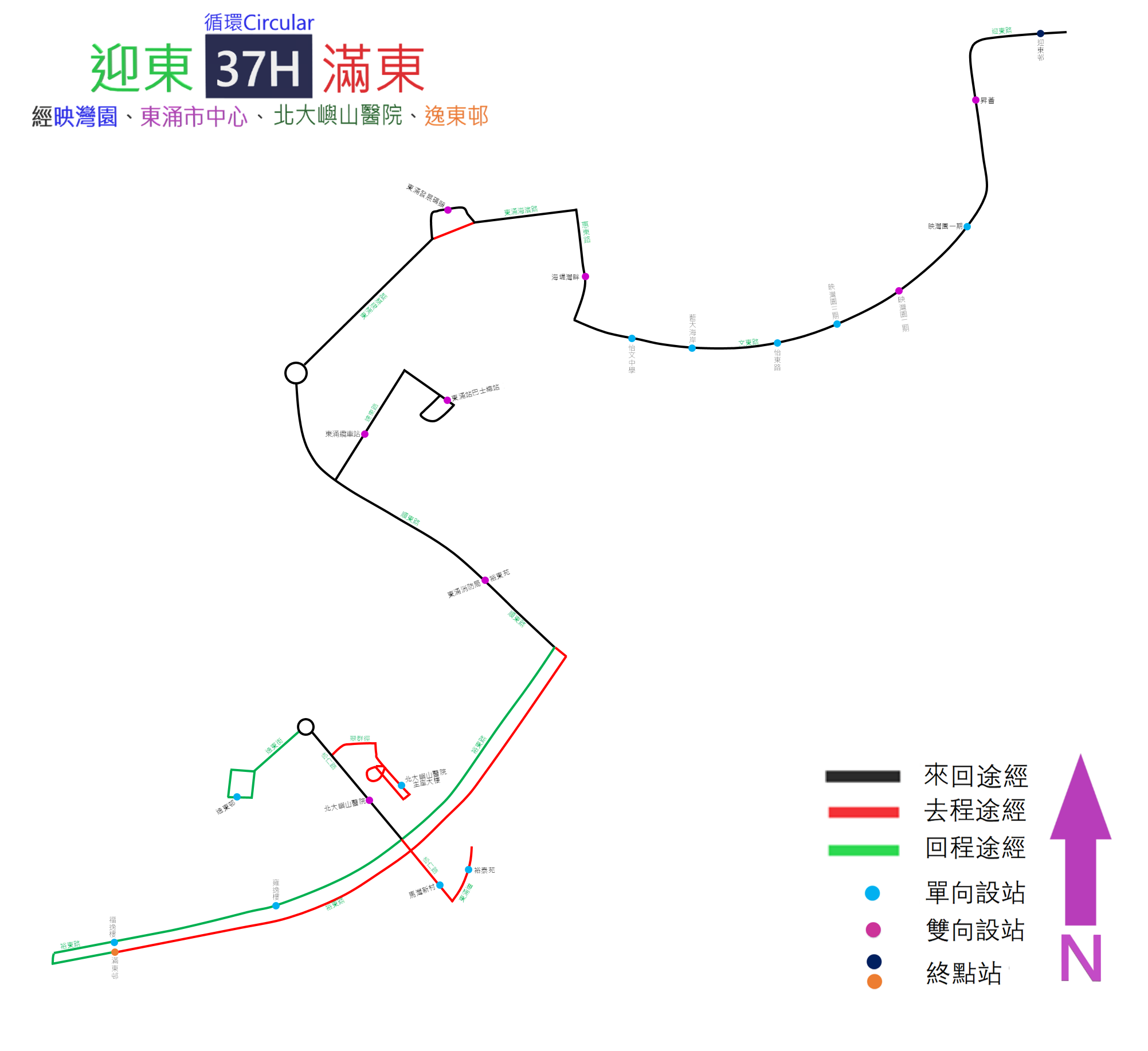
37H線的走線圖

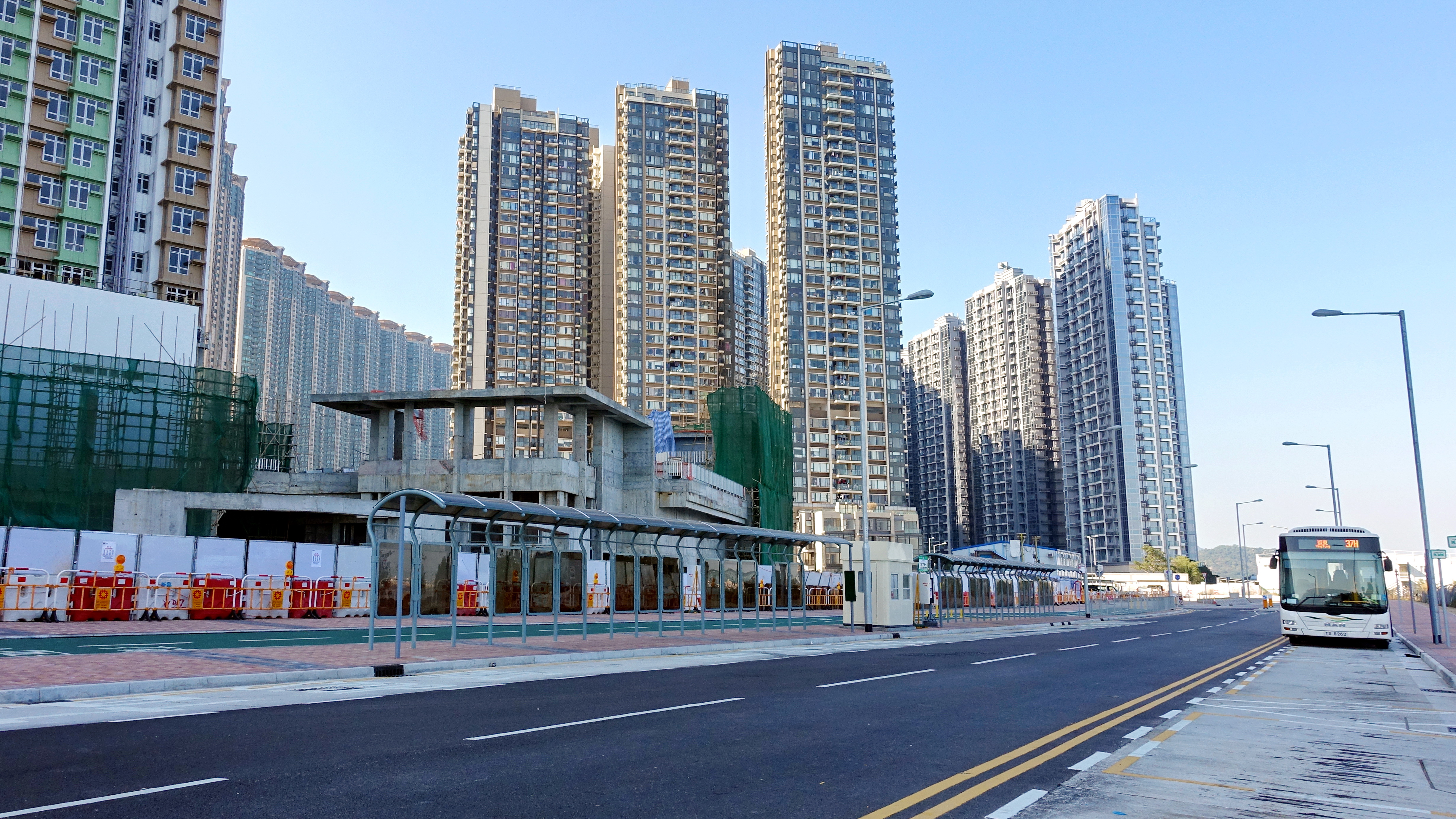
迎東邨巴士總站

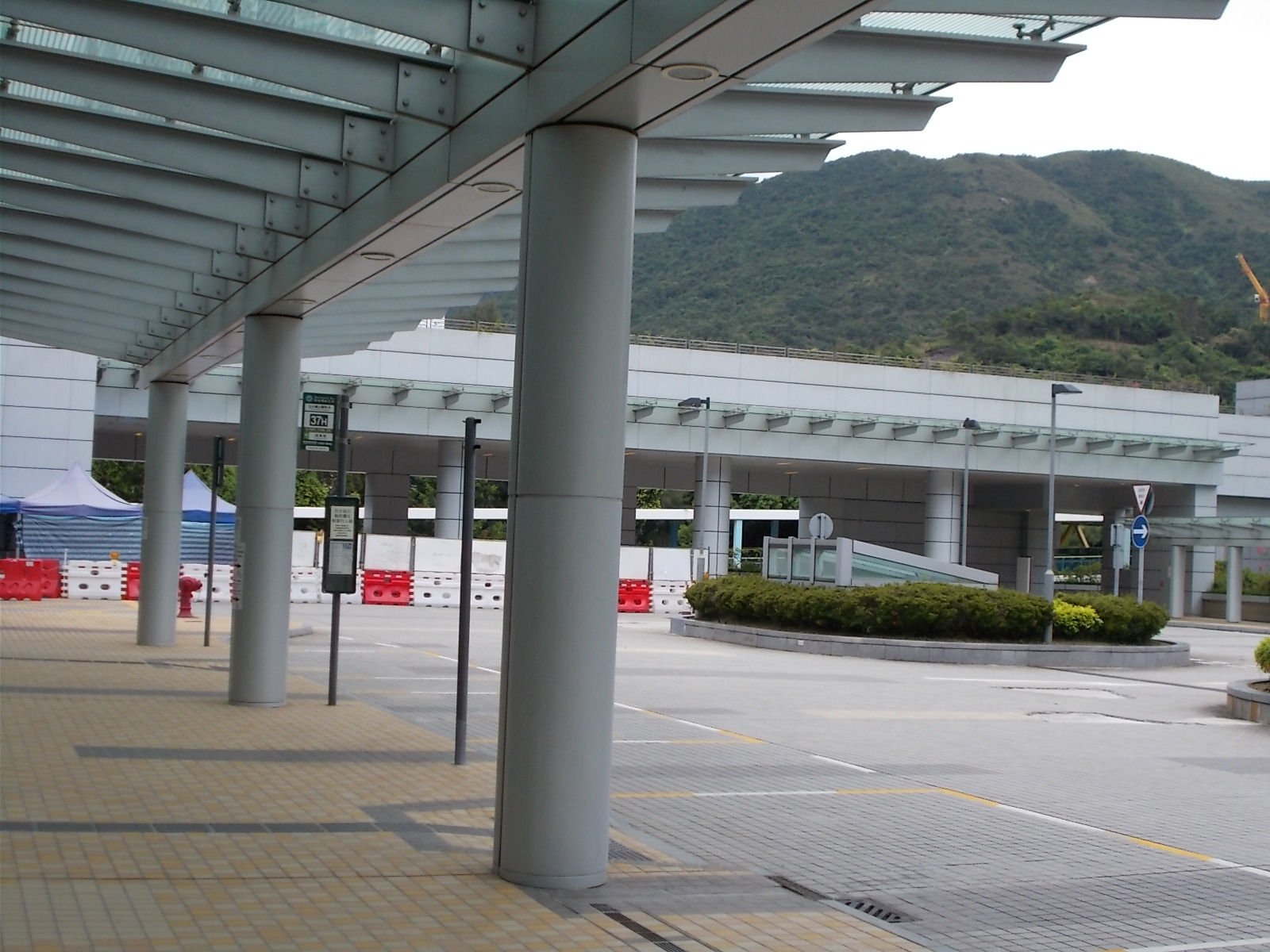
北大嶼山醫院巴士總站(2020年)

| 迎東邨開 | 迎東邨開             | 迎東邨開               |
| 序號     | 車站名稱             | 位置                   |
| -------- | -------------------- | ---------------------- |
| 1        | 迎東邨               | 迎東邨巴士總站         |
| 2        | 昇薈（南行）         | 迎東路                 |
| 3        | 映灣園二期           | 文東路                 |
| 4        | 怡東路               | 文東路                 |
| 5        | 怡文中學             | 文東路                 |
| 6        | 海堤灣畔             | 惠東路                 |
| 7        | 東涌發展碼頭         | 東涌新發展碼頭巴士總站 |
| 8        | 東涌纜車站           | 達東路                 |
| 9        | 東涌站               | 東涌站巴士總站         |
| 10       | 裕東苑               | 順東路                 |
| 11       | 北大嶼山醫院（北行） | 松仁路                 |
| 12       | 北大嶼山醫院主座大樓 | 北大嶼山醫院巴士總站   |
| 13       | 裕泰苑               | 東涌道                 |
| 14       | 馬灣新村             | 松仁路                 |
| 15       | 滿東邨               | 裕東路                 |
| 16       | 逸東邨福逸樓         | 裕東路                 |
| 17       | 逸東邨雍逸樓         | 裕東路                 |
| 18       | 北大嶼山醫院（北行） | 松仁路                 |
| 19       | 逸東邨               | 逸東邨公共交通總站     |
| 20       | 北大嶼山醫院（南行） | 松仁路                 |
| 21       | 東涌消防局           | 順東路                 |
| 22       | 東涌纜車站           | 達東路                 |
| 23       | 東涌站               | 東涌站巴士總站         |
| 24       | 東涌新發展碼頭       | 東涌海濱路             |
| 25       | 海堤灣畔             | 惠東路                 |
| 26       | 藍天海岸             | 文東路                 |
| 27       | 映灣園三期           | 文東路                 |
| 29       | 映灣園二期           | 文東路                 |
| 29       | 映灣園一期           | 文東路                 |
| 30       | 昇薈（北行）         | 迎東路                 |
| 31       | 迎東邨               | 迎東邨巴士總站         |